# Ighiu

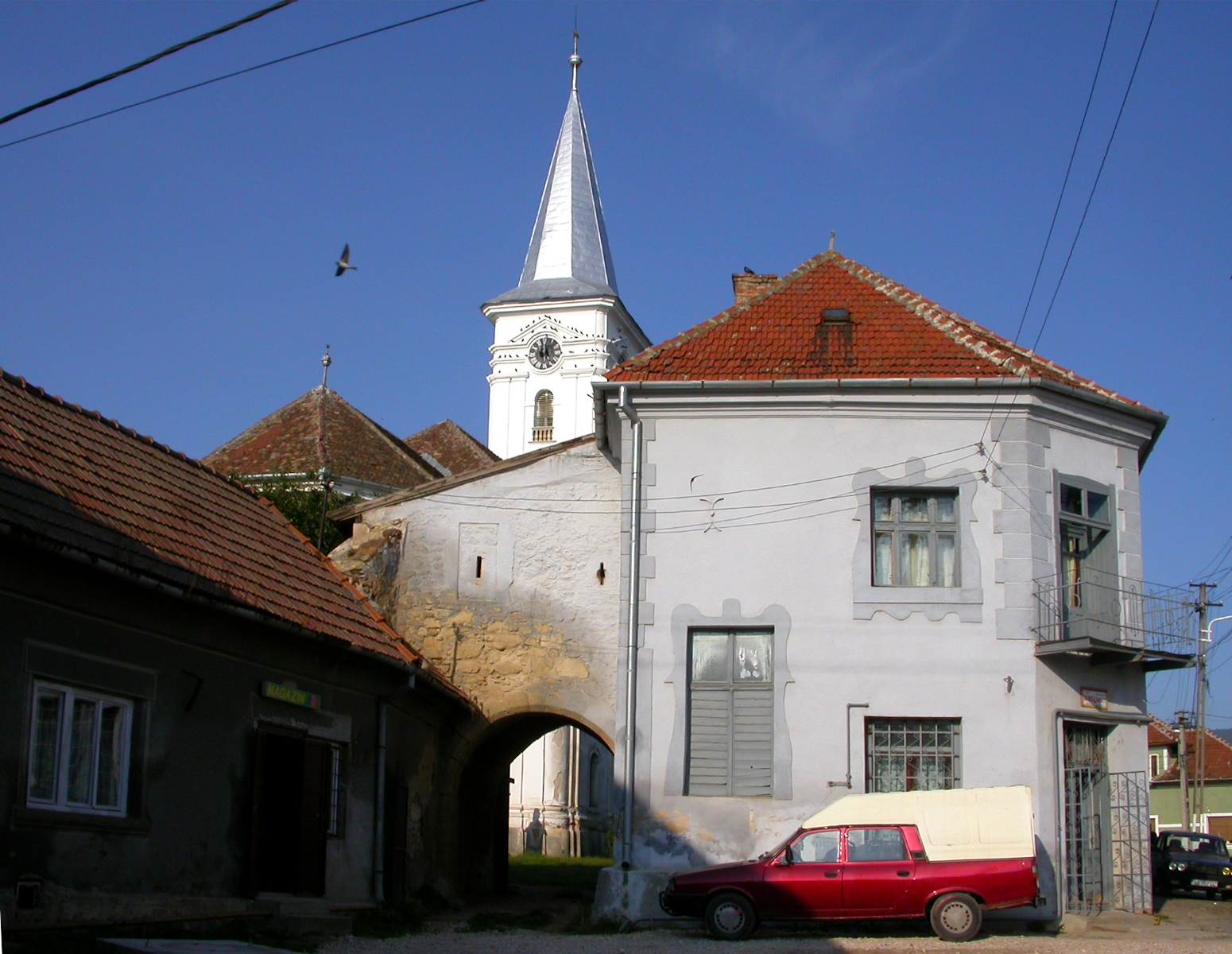
De Hongaars Gereformeerde Kerk van Ighiu

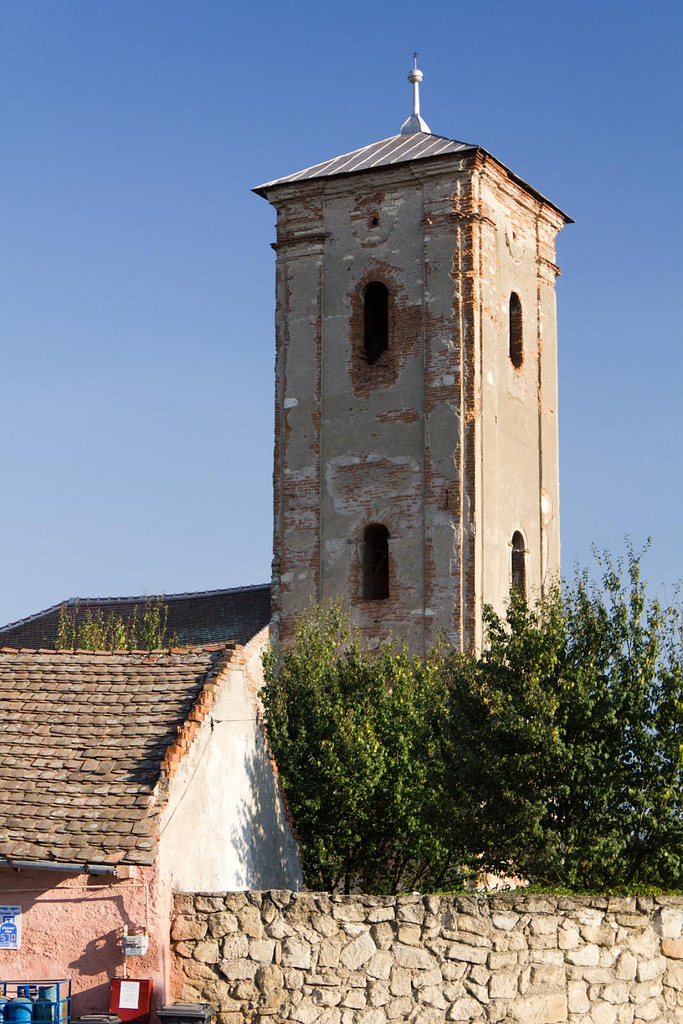
De Hongaars Gereformeerde Kerk van Șard

Ighiu (Hongaars: Magyarigen) is een gemeente in Alba met ruim 6200 inwoners. De gemeente ligt in de regio Transsylvanië, in het westen van Roemenië. De gemeente bestaat uit de volgende dorpen: Bucerdea Vinoasă (Borosbocsárd), Ighiel (Igenpataka), Ighiu, Șard (Sárd) en Țelna (Celna). Șard en Ighiu hebben een Hongaars Gereformeerde Weerkerk. De laatste wordt gebruikt als gastenhuis.

## Geschiedenis
In de Romeinse tijd lag in de omgeving al een nederzetting. In 1206 wordt voor het eerst melding gemaakt van een Saksische nederzetting. De bevolking is later gemengd Hongaars en Saksisch. Er is sprake van een Katholieke parochie die na de Reformatie haar kerk verliest aan de Hongaarse Gereformeerde Kerk. In de 19e eeuw is er ook weer sprake van een afzonderlijke Katholieke kerk. De bevolking is dan al voor een groot deel Roemeens geworden. De Hongaren vormen een minderheid en in het revolutiejaar 1848 zijn de Hongaren weerloos tegen de Roemeense opstandelingen. Er worden in totaal 187 Hongaarse mannen omgebracht. Vanaf dan gaat het snel bergafwaarts met de Hongaarse gemeenschap. De Hongaarse kerk en school blijven nog bestaan tot 1924, daarna verlaten vele Hongaren met geld het dorp om naar het sterk verkleinde Hongarije te verhuizen. Tegenwoordig is de Hongaarse Gereformeerde kerk nog steeds in bezit van de Hongaren, er zijn echter nog maar 10 kerkleden.

## Bevolking
De bevolking van de gemeente bestond in 2011 uit 6283 inwoners waaronder 27 Hongaren en 161 Roma, de overige inwoners waren Roemenen.  
Steden met gemeentestatus: Alba Iulia · Aiud · Blaj · Sebeș

Steden zonder gemeentestatus: Abrud · Baia de Arieș · Câmpeni · Cugir · Ocna Mureș · Teiuș · Zlatna

Gemeenten: Albac · Almaşu Mare · Arieșeni · Avram Iancu · Berghin · Bistra · Blandiana · Bucium · Câlnic · Cenade · Cergău · Ceru-Băcăinți · Cetatea de Baltă · Ciugud · Ciuruleasa · Crăciunelu de Jos · Cricău · Cut · Daia Română · Doștat · Fărău · Galda de Jos · Gârda de Sus · Gârbova · Hopârta · Horea · Ighiu · Întregalde · Jidvei · Livezile · Lupșa · Lopadea Nouă · Lunca Mureșului · Meteș · Mihalț · Mirăslău · Mogoș · Noșlac · Ocoliș · Ohaba · Pianu · Poiana Vadului · Ponor · Poșaga · Rădești · Râmeț · Rimetea · Roșia de Secaș · Roșia Montană · Sălciua · Săliștea · Sâncel · Săsciori · Sântimbru · Scărișoara · Stremț · Șibot · Sohodol · Șpring · Șugag · Șona · Unirea · Vadu Moților · Valea Lungă · Vidra · Vințu de Jos